# Мо Чу
Мо Чу је друга по величини река која протиче кроз Бутан (после реке Манас), а највећа која тече само у овој држави. Извире у џонгхагу Гаса у близини границе између Бутана и Кине (аутономне обалсти Тибет). 
Одатле Мо Чу тече углавном на југ до града Пунаке у централном Бутану, где се у њу улива река По Чу која тече са североистока. У близини града Вангди-Пходранга, Мо Чу се спаја са реком Танг Чу и тако настаје река Санкош. Река Санкош се даље у Индији улива у Брамапутру.